# Château d'Ackergill
Le château d'Ackergill (ou tour d'Ackergill) se trouve à proximité de la ville de Wick dans le district de Caithness de la zone administrative écossaise de Highland.

## Histoire
Le Clan Keith, dirigé par John Keith, devint propriétaire des terres d'Ackergill en 1354. Vraisemblablement, la tour rectangulaire de cinq étages fut bâti au début du XVe siècle, par le fils de John Keith.
En 1547, les Sinclair du Château de Sinclair et Girnigoe attaquèrent et prirent possession du château. Marie de Guise, alors régente du Royaume d'Écosse, accorda sa clémence aux Sinclair et restitua le château aux Keith; en 1549, elle y installa Laurence Oliphant, 4e Lord Oliphant, comme gardien d'Ackergill. Les Sinclair capturèrent à nouveau le château en 1556 et furent à nouveau pardonnés.
En 1593, William Keith, 6e Comte de Marischal était le propriétaire de droit du château. Son frère Robert prit le château par la force, ce qui lui valut d'être déclaré rebelle avant la restitution aux Comtes. En 1598, John Keith de Subster, s'empara du château pendant la nuit, prenant ses occupants de surprise.
En 1612, les Sinclair en devinrent propriétaires, de façon légale cette fois-ci, lorsqu'il fut vendu au Comte de Caithness par le Comte de Marischal. Cependant, en 1623, il fut assiégé par Robert Gordon dans sa querelle avec George Sinclair, 5e Comte de Sinclair. Les Sinclair se rendirent avant que Robert Gordon donne l'assaut.
En 1651, Oliver Cromwell pourrait avoir utilisé le château comme garnison pour ses troupes pendant le siège du Château de Dunnottar, propriété des Keith, alors qu'il était en quête des bijoux de la couronne écossaise (dit Honours of Scotland).
En 1676, John Campbell, 2nd Comte de Breadalbane et Holland prit possession du château en remboursement de dettes contractées par les Sinclair. Il vendit le château en 1699 à William Dunbar de Hempriggs. Les Dunbar, sous l'impulsion de George Sutherland Dunbar, 7e Lord Duffus, entreprirent des rénovations complètes, réalisées par l'architecte David Bryce. Le château appartint aux Dunbar de Hempriggs jusqu'en 1986, date à laquelle il fut vendu. John et Arlette Banister en sont actuellement les propriétaires, et après deux ans de rénovation, le château a ouvert comme hôtel s'adressant à une clientèle d'affaire.